# Batalha de Groninga
- Este artigo foi inicialmente traduzido, total ou parcialmente, do artigo da Wikipédia em inglês cujo título é «Battle of Groningen».

A Batalha de Groninga ocorreu durante o penúltimo mês da Segunda Guerra Mundial na Europa, nos Países Baixos, de 14 a 18 de abril de 1945, na cidade de Groninga entre mais de 7 000 alemães e a 2ᵃ Divisão de Infantaria Canadense. Havia também quantidades substanciais de unidades da Luftwaffe com armas antiaéreas na área. Groninga também foi o local da sede de Sicherheitsdienst no norte dos Países Baixos.
A defesa alemã era precária e os defensores nunca haviam se exercitado juntos. Já o Canadá tinha o dobro de tropas que estavam parcialmente treinadas.